# IPP Trophy 1990
L'IPP Trophy 1990 è stato un torneo di tennis facente parte della categoria ATP Challenger Series nell'ambito dell'ATP Challenger Series 1990. Il montepremi del torneo era di $50 000 e si è svolto nella settimana tra il 20 agosto e il 26 agosto 1990 su campi in terra rossa. Il torneo si è giocato a Ginevra in Svizzera.

## Vincitori

### Singolare
Roberto Argüello ha sconfitto in finale  Daniel Orsanic con il punteggio di 6–3, 6–0.

### Doppio
Henrik Holm /  Nils Holm hanno sconfitto in finale  Branislav Stankovič /  Richard Vogel con il punteggio di 3–6, 7–5, 7–6.